# Hannu Taipale
Hannu Taipale   (Veteli, 22 de juny de 1940) és un esquiador de fons finlandès, ja retirat, que va competir durant les dècades de 1960 i 1970.
El 1968 va prendre part als Jocs Olímpics d'Hivern de Grenoble, on va disputar tres proves del programa d'esquí de fons. Formant equip amb Kalevi Oikarainen, Kalevi Laurila i Eero Mäntyranta guanyà la medalla de bronze en la prova del relleu 4x10 quilòmetres, mentre en els 50 quilòmetres fou catorzè i en els 15 quilòmetres abandonà. Quatre anys més tard, als Jocs de Sapporo, disputà dues proves del programa d'esquí de fons. Fou cinquè en la prova del relleu 4x10 quilòmetres i dotzè en els 50 quilòmetres.
En el seu palmarès també destaquen una medalla de plata en el relleu 4x10 quilòmetres del Campionat del món d'esquí nòrdic de 1966. A nivell nacional va guanyar tres títols finlandesos, dos en els 30 quilòmetres (1967 i 1970) i un en els 50 quilòmetres (1971).